# The Walk (Lied)
The Walk (englisch Der Spaziergang) ist ein Lied von Jimmy McCracklin and His Band aus dem Jahr 1958, das als Single A-Seite veröffentlicht wurde.

## Hintergrund
Jimmy McCraclin und Bob Garlic komponierten das Lied The Walk, das mit der Single B-Seite I`m to Blame am 27. Januar 1958 in den USA auf dem Checker-Label veröffentlicht wurde. Die A-Seite erreichte Platz 7 der US-amerikanischen Charts, es blieb der größte Charterfolg für McCracklin in den USA.

## Aufnahme der Beatles
The Walk wurde am 27. Januar 1969 in den Londoner Apple Studios in der Savile Row Nr. 3 mit dem Produzenten George Martin aufgenommen. Glyn Johns war der Toningenieur der Aufnahmen. Die Aufnahmen wurde live ohne Overdubs eingespielt. Weitere Aufnahmen des Liedes erfolgten nicht.
Anfang März 1969 übertrugen Lennon und McCartney Glyn Johns die Aufgabe, sich um die Fertigstellung des Albums zu kümmern. Johns stand vor dem Problem, aus den zahlreichen Stunden aufgenommener Sessions – viele davon chaotisch und wenig inspiriert – genügend Material zu finden, das für eine Veröffentlichung geeignet war. Die Abmischungen für das Album erfolgten in den Olympic Sound Studios vom 10. bis zum 13. März 1969. Eine Acetatpressung mit dem Lied The Walk wurde vorgenommen.
Im April und Mai 1969 stellte Glyn Johns die erste Fassung des Albums Get Back fertig, auf diesem befindet sich nicht mehr The Walk. Am 5. Januar 1970 wurde die zweite Fassung vom Get Back-Album von Glyn Johns in den Olympic Sound Studios hergestellt, auf dieser befindet sich ebenfalls nicht The Walk. Beide Versionen des Albums von Glyn Johns wurden von den Beatles abgelehnt.
Im März 1970 erhielt Phil Spector von John Lennon, George Harrison und Allen Klein den Auftrag, das Album endgültig fertigzustellen, auch Spector verwendete das Lied ebenfalls nicht.
Besetzung:
- John Lennon: Gitarre
- Paul McCartney: Bass, Gesang
- George Harrison: Leadgitarre
- Ringo Starr: Schlagzeug
- Billy Preston: Hammond-Orgel

Am 15. Oktober 2021 erschien die 50-jährige Jubiläumsausgabe des Beatles-Albums Let It Be (Super Deluxe Box), auf dieser befindet sich das Lied The Walk. Die Abmischung erfolgte von Giles Martin und Sam Okell.

## Weitere Coverversionen
Folgend eine kleine Auswahl:
- Bobby Charles – The Walk / Worrying over You[3]
- Rufus Thomas – That Woman is Poison![4]
- The Steve Miller Band – Let Your Hair Down[5]